# الشيخ حسن الجلائري الثاني
الشيخ حسن الجلائري الثاني (توفي في 9 أكتوبر 1374) كان حاكمًا جلائريًّا لفترة وجيزة لمدة يوم واحد. وهو الابن الأكبر للشيخ أويس الجلائري. وبعد وفاة والده، خلفه الحسن، ولكن أمراءه أعدموه على الفور، ثم وضعوا أخاه الحسين على العرش.
احتج حميه القاضي الشيخ علي، أحد علماء تبريز البارزين، على هذا الأمر، فنُفي إلى دمشق.